# Stanstorpsgraven
Stanstorpsgraven är ett stenbrott för höörsandsten i Stanstorp, sydväst om Höörs tätort.
Sydväst om Höör, framförallt i Stenskogen, har det brutits sandsten sedan medeltiden som byggnadssten och för kvarnstenar. På 1800-talet användes Stanstorpsgraven återigen för att bryta kvadersten i samband med Carl Georg Brunius restaurering av Lunds domkyrka mellan 1832 och 1860. Vid sekelskiftet 1800/1900 började AB Ringsjö Stenbrott brytning i industriell skala i Stanstorp. Företaget byggde också en decauvillejärnväg för stentransporter, kallad Brottets bana, genom Stenskogen till järnvägsstationen i Höör vid Södra stambanan. Stenbrytningen upphörde 1910.  
Ett område på 36 hektar vid Stanstorpsgraven, har av Naturvårdsverket definierats som varande av riksintresse ur geologisk synpunkt. Täktverksamhet i mindre omfattning pågår, och kan även fortsättningsvis pågå där. Stanstorpsbrottet ägs av Lunds stift och används för att vid behov bryta ersättningssten till Lunds domkyrka.